# Campeonato Nacional de Albania 1931
El Campeonato Nacional de Albania de 1931 (en albanés: Kampionati Kombëtar Shqiptar 1931) fue la 2da. edición del Campeonato Nacional de Albania.

## Equipos participantes
| Equipo            | Ciudad  |
| ----------------- | ------- |
| Flamurtari        | Vlorë   |
| Skenderbeu        | Korçë   |
| Teuta             | Durrës  |
| Tirana            | Tirana  |
| Bashkimi Shkodran | Shkodër |
| Elbasani          | Elbasan |
| Muzaka            | Berat   |

## Resumen
Fue disputado por 7 equipos. El torneo se desarrolló del 19 de abril al 5 de julio de 1931. SK Tirana ganó el campeonato. Para la temporada de 1931, la liga se dividió en dos grupos, el Grupo A estaba formado por SK Tirana, Bashkimi Shkodran de Shkodër y Sportklub Vlora de Vlorë. El Grupo B estaba formado por Teuta de Durrës, Skënderbeu de Korçë, SK Elbasani y SK Muzaka de Berat. Urani cambió su nombre a SK Elbasani para esta temporada.

## Clasificación

### Grupo A
| Pos. | Equipo            | PJ | PG | PE | PP | GF | GC | Dif. | Pts. |
| ---- | ----------------- | -- | -- | -- | -- | -- | -- | ---- | ---- |
| 1    | Tirana            | 4  | 2  | 1  | 1  | 6  | 2  | +4   | 5    |
| 2    | Bashkimi Shkodran | 4  | 2  | 1  | 1  | 4  | 3  | +1   | 5    |
| 3    | Flamurtari        | 4  | 1  | 0  | 3  | 4  | 9  | -5   | 2    |

Fuente: RSSSF.com

### Grupo B
| Pos. | Equipo     | PJ | PG | PE | PP | GF | GC | Dif. | Pts. |
| ---- | ---------- | -- | -- | -- | -- | -- | -- | ---- | ---- |
| 1    | Teuta      | 6  | 5  | 1  | 0  | 15 | 2  | +13  | 11   |
| 2    | Skenderbeu | 6  | 2  | 2  | 2  | 13 | 7  | +6   | 6    |
| 3    | Elbasani   | 6  | 3  | 0  | 3  | 10 | 4  | +6   | 6    |
| 4    | Muzaka     | 6  | 0  | 1  | 5  | 2  | 20 | -18  | 1    |

Nota: 'Bashkimi Shkodran' es el nombre anterior de Vllaznia, 'Sportklub Vlora' es el nombre anterior de Flamurtari y 'SK Muzaka' es el nombre anterior de Tomori.

## Resultados
| Local/Visita      | BAS | SKV | TIR |
| ----------------- | --- | --- | --- |
| Bashkimi Shkodran |     | 2-1 | 1-0 |
| Flamurtari        | 2-1 |     | 0-2 |
| Tirana            | 0-0 | 4-1 |     |

| Local/Visita | ELB | MUZ | SKE | TEU |
| ------------ | --- | --- | --- | --- |
| Elbasani     |     | 6-1 | 2-0 | 0-2 |
| Muzaka       | 0-1 |     | 1-1 | 0-2 |
| Skenderbeu   | 3-0 | 7-0 |     | 2-2 |
| Teuta        | 4-0 | 3-0 | 2-0 |     |

### Final
|  | Tirana | 1-1 | Teuta |  |  |

|  | Teuta | 0-3 | Tirana |  |  |

## Estadísticas

### Goleador
| Pos. | Jugador      | Equipo     | Goles |
| ---- | ------------ | ---------- | ----- |
| 1    | Teli Samsuri | Skënderbeu | 9     |